# Alfonso Sastre

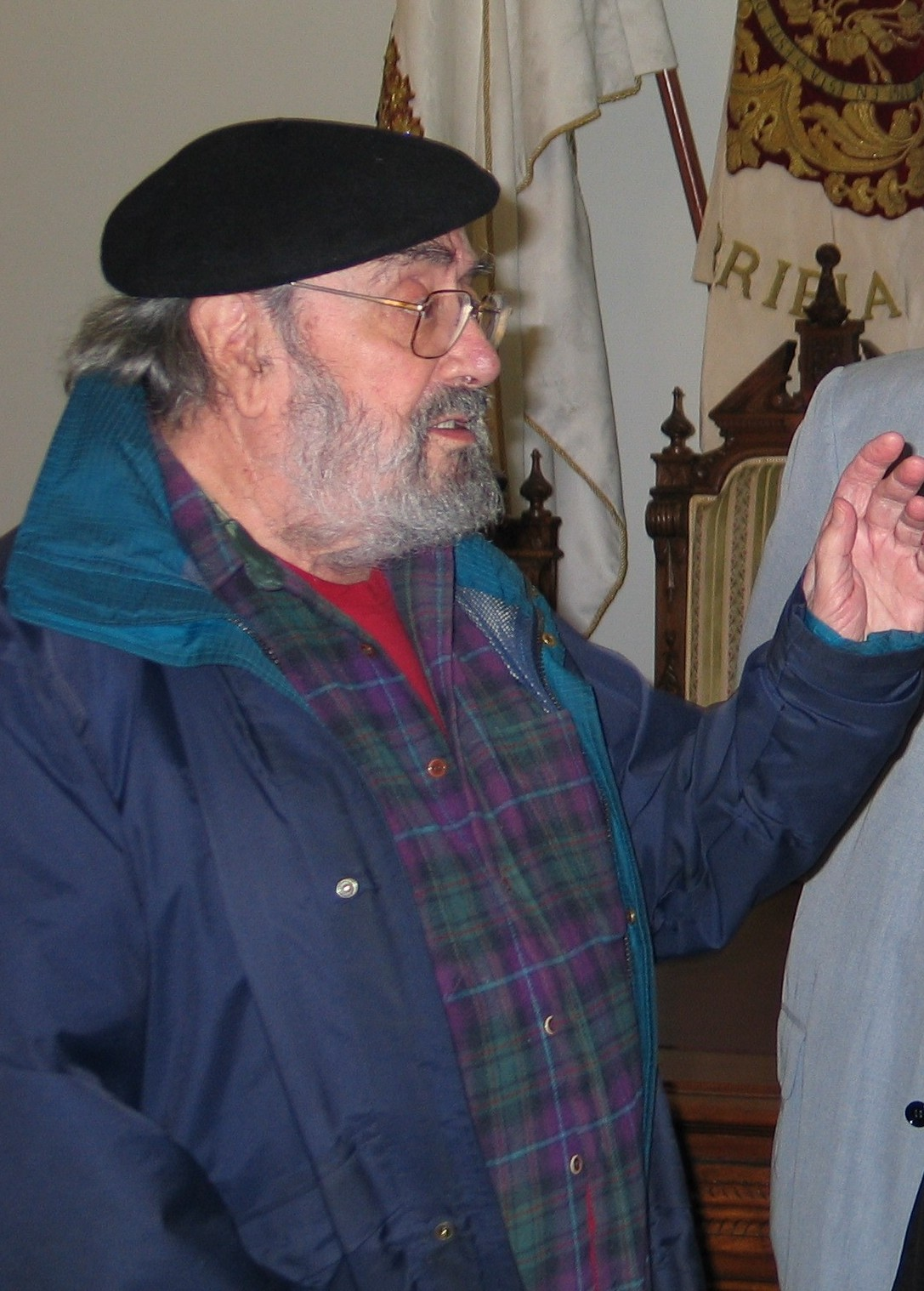
Alfonso Sastre, 2008

Alfonso Sastre Salvador (* 20. Februar 1926 in Madrid; † 17. September 2021 in Hondarribia) war ein spanischer Dramenautor, Regisseur, Schauspieler, Übersetzer, Hörspiel- und Drehbuchautor.

## Leben
Alfonso Sastre stammte aus einer typischen bürgerlichen Familie und wuchs mit drei Geschwistern (Aurora, Ana und José) zusammen auf. Als Kind erlebte er die Bombardements und den Hunger im Spanischen Bürgerkrieg. Er besuchte eine katholische Grundschule, Nuestra Señora de los Ángeles, sowie das Gymnasium am Instituto Cardenal Cisneros in Madrid und begann 1943 eine Ausbildung zum Luftfahrtingenieur, die er jedoch nach zwei Wochen abbrach. 1945 gründete er zusammen mit anderen jungen Autoren die Gruppe Arte Nuevo, die sich zum Ziel setzte, das bisher in Spanien übliche bürgerliche Theater im Stil eines Jacinto Benavente durch ein neues, sozialkritisches zu ersetzen. Dieser Gruppe gehörten außer Sastre folgende Autoren an: Medardo Fraile, Carlos J. Costas, José Franco, José Gordón, José María Palacio und Alfonso Paso. 1946 inskribierte er an der Geisteswissenschaftlichen Fakultät der Universidad Central de Madrid und gründete zusammen mit Juan Guerrero Zamora die Zeitschrift Raíz; darin veröffentlichte er diverse Artikel und seine Übersetzung von Das Urteil von Franz Kafka. Als Schauspieler trat er in L’annonce faite à Marie von Paul Claudel in einer Aufführung des Teatro Universitario de Ensayo, einer studentischen Experimentierbühne, auf. Daneben leistete er von 1948 bis 1949 seinen Grundwehrdienst ab. 1950 beendete er die Arbeiten an seinem Stück Prólogo patético, das jedoch von der Zensur verboten wurde.
Immer mehr vertrat Sastre ein „Theater der sozialen Agitation“: 1950 unterzeichnete er zusammen mit José María de Quinto das Manifiesto del Teatro de Agitación Social (TAS) über die gesellschaftspolitische Funktion des Theaters, das eine Serie von Kontroversen in Zeitungen, Zeitschriften und anderen Medien auslöste. 1951 inszenierte er The Gioconda smile von Aldous Huxley. 1953 schloss er sein Philologiestudium in Murcia ab; im selben Jahr erzielte er mit der Uraufführung von Escuadra hacia la muerte (Todesschwadron) am 18. März am Teatro Popular Universitario einen großen Erfolg, doch nach der dritten Vorstellung wurde das Stück verboten (es handelt von einem imaginären Dritten Weltkrieg und ist als militärkritisch einzustufen). 1953 lernte Alfonso Sastre auch seine spätere Frau Eva Forest kennen, die er im Dezember 1955 heiratete. Am 17. März 1954 wurde im Teatro Reina Victoria La Mordaza (Der Knebel) uraufgeführt, das Themen von Diktatur, Bürgerkrieg und Zensur behandelt. Auch sein nächstes Stück, Tierra roja (Rote Erde), erhielt Aufführungsverbot, da es zu offen das Thema der Ausbeutung behandelte. Es folgten La sangre de Dios, Ana Kleiber (1955, uraufgeführt 1960 in Athen), Guillermo Tell tiene los ojos tristes (1955), das erst 1972 in Cagliari uraufgeführt werden konnte, da es ebenfalls vom Franco-Regime verboten wurde.
Wegen seiner Teilnahme an Studentendemonstrationen wurde Sastre 1956 verhaftet und nur gegen eine Kaution freigelassen, die seinen vorläufigen wirtschaftlichen Ruin bedeutete, da seine Tantiemen gepfändet wurden. Ein halbes Jahr lang zog er nach Paris, wo sein erster Sohn Juan geboren wurde. Nach der Uraufführung von El cuervo am Teatro María Guerrero in Madrid am 31. Oktober 1957 wurde ihm sein spanischer Pass entzogen, und die folgenden vier Jahre lang stand er unter polizeilicher Beobachtung. Um der ständigen Behinderung durch die Zensur zu entgehen, begann er ab 1959 an Drehbüchern für die spanischen Filmregisseure José María Forqué und Juan Antonio Bardem mitzuwirken. Auch wich er mit El circulito de tiza (1962) zeitweise auf das Kindertheater aus. 1958 war sein zweiter Sohn Pablo geboren worden. 1960 unterzeichnete er zusammen mit 277 anderen Autoren ein Manifest gegen die Zensur und gründete, zusammen mit José María del Quinto, die Grupo de Teatro Realista (G.T.R.), die sich dem realistischen Theater verschrieb. 1961 wurde er neuerlich kurz inhaftiert, weil er sich öffentlich für eine Amnestie ausgesprochen hatte. 1962 wurde er Mitglied der verbotenen Kommunistischen Partei; kurz nach der Geburt ihrer gemeinsamen Tochter Eva wurde seine Frau gefangen genommen. In den sechziger Jahren unternahm er mehrere Reisen ins Ausland, so nach Schweden, in die Sowjetunion, nach Portugal, Kolumbien und 1964 zum ersten Mal nach Kuba. Ein Visum für die Einreise in die USA wurde ihm 1965 verweigert. Im Jahr darauf erhielt er eine Geldstrafe von 50.000 Peseten, weil er am spanienweiten Protesttag gegen die Repression (Jornada Nacional contra la Represión) teilgenommen hatte. 1967 übersetzte er die Dramen Huis-clos und La Putain respectueuse von Jean-Paul Sartre, die in Barcelona aufgeführt wurden; ein Jahr später folgten Übersetzungen von Morts sans sépulture, Les mouches, Les troyennes und Les sequestrés d’Altona von Sartre und Marat/Sade von Peter Weiss. 1969 wurde am Teatro Beatriz seine Übersetzung von Red Roses for me von Seán O’Casey aufgeführt und 1970 wurde seine Übersetzung von Trotzki im Exil von Peter Weiss veröffentlicht, von dem er drei weitere Dramen übertrug.
Im September 1974 wurde seine Ehefrau unter der Beschuldigung, die baskische Terrorgruppe ETA unterstützt zu haben, verhaftet; auch Sastre selbst wurde festgenommen, des Terrorismus angeklagt und seine Wohnung verwüstet. Nach weltweiten Protesten wurde Sastre gegen eine Kaution von 100.000 Peseten am 10. Juni 1975 wieder auf freien Fuß gesetzt. Wegen der anhaltenden Drohungen übersiedelte er mit seiner Tochter Eva nach Bordeaux; seine ebenfalls bedrohten Söhne befanden sich bereits in Kuba beziehungsweise Italien. Am 4. Februar 1977 wurde er von der französischen Polizei festgenommen und aus Frankreich ausgewiesen. Anlässlich des Todes seiner Mutter kehrte er nach Spanien zurück, und Ende Mai desselben Jahres wurde auch seine Frau aus der Haft entlassen. Die nun wieder vereinte Familie übersiedelte nach Hondarribia im Baskenland (Gipuzkoa), wo Sastre im September 2021 im Alter von 95 Jahren starb. Seine Ehefrau war bereits im Mai 2007 gestorben.
1987/88 verbrachte Alfonso Sastre zwei Semester an der San Diego State University. 1989 unternahm er eine Vortragsreihe durch Deutschland und die USA.

## Preise und Auszeichnungen
- Premio Viareggio der Editori Reuniti in Italien 1976
- Premio Reseña 1978
- Premio Nacional de Teatro 1985
- Premio El Espectador y la Crítica de Valladolid 1985
- Premio Ciudad de Segovia für Los últimos días de Emmanuel Kant 1989
- Premio Euskadi de Literatura für Demasiado tarde para Filoctetes 1991

## Werk

### Theaterstücke
- Uranio 235 (1946)
- Cargamento de sueños (1949)
- Prólogo patético (1950)
- El cubo de la basura (1951)
- Escuadra hacia la muerte (1953)
- El pan de todos (1953)
- La mordaza (1954)
- Tierra roja (1954)
- Ana Kleiber (1955)
- La sangre de Dios (1955)
- Muerte en el barrio (1955)
- Guillermo Tell tiene los ojos tristes (1955)
- El cuervo (1956)
- Asalto nocturno (1959)
- En la red (1959)
- La cornada 1959
- Oficio de tinieblas (1962)
- El circulito de tiza o Historia de una muñeca abandonada (1962)
- M.S.V. o La sangre y la ceniza (1965)
- El banquete (1965)
- La taberna fantástica (1966)
- Crónicas romanas, (1968)
- Melodrama (1969)
- Ejercicios de terror (1970)
- Askatasuna (1971)
- Las cintas magnéticas (1971)
- El camarada oscuro (1972)
- Ahola no es de leíl (1974)
- Tragedia fantástica de la gitana Celestina (1978)
- Análisis de un comando (1978)
- El hijo único de Guillermo Tell (1980)
- Aventura en Euskadi (1982)
- Los hombres y sus sombras (1983)
- Jenofa Juncal (1983)
- El viaje infinito de Sancho Panza (1984)
- El cuento de la reforma (1984)
- Los últimos días de Emmanuel Kant (1985)
- La columna infame (1986)
- Revelaciones inesperadas sobre Moisés (1988)
- Demasiado tarde para Filoctetes (1989)
- Drama titulado A (1990)
- ¿Dónde estás, Ulalume, dónde estás? (1990)
- Teoría de las catástrofes (1993)
- Lluvia de ángeles sobre París (1994)
- Los crímenes extraños (1996)
- ¡Han matado a Prokopius!
- Crimen al otro lado del espejo
- El asesinato de la luna llena
- Alfonso Sastre se suicida (1997)
- Drama titulado No (2001)

### Essays und Artikel
- Drama y sociedad, Madrid, Taurus, 1956.
- Anatomía del realismo, Barcelona, Seix Barral, 1965.
- La revolución y la crítica de la cultura, Barcelona, Grijalbo, 1970.
- Crítica de la imaginación, Barcelona, Grijalbo 1978.
- Lumpen, marginación y jerigonça, Madrid, Legasa, 1980.
- Escrito en Euskadi, Madrid, Revolución, 1982.
- Prolegómenos a un teatro del porvenir, Bilbao, Hiru, 1992.
- ¿Dónde estoy yo? Fuenterrabía, Hiru, 1994.
- El drama y sus lenguajes I, Fuenterrabía, Hiru, 2000.
- Las dialécticas de lo imaginario (2000).
- El drama y sus lenguajes II, Fuenterrabía, Hiru 2001.
- Los Intelectuales y la Utopía, Madrid, Debate, 2002.
- Ensayo sobre lo cómico, Fuenterrabía, Hiru, 2002.
- Limbus o los títulos de la Nada, Fuenterrabía, Hiru, 2002.
- La batalla de los intelectuales, Cuba, 2003.
- Manifiesto contra el pensamiento débil, Fuenterrabía, Hiru, 2003.
- Cuatro dramas en la brecha. La Habana, Ed. Alarcos (2003).
- El retorno de los intelectuales (Koautor), Fuenterrabía, Ed. Hiru, 2004.

### Erzählende Prosa
- El Paralelo 38, Madrid, Horizonte, 1964.
- Las noches lúgubres, Madrid, Alfaguara, 1963.
- Flores rojas para Miguel Servet, Madrid, Ribadeneyra, 1967.
- El lugar del crimen, Barcelona, Argos Vergara, 1982.
- Necrópolis, Madrid, Grupo Libro 88, 1994.
- Historias de California, Fuenterrabía, Hiru, 1996.

### Lyrik
- Balada de la cárcel de Carabanchel y otros poemas celulares, Paris, Ruedo Ibérico, 1976.
- El Evangelio de Drácula, Camp de l’Arpa, 1976.
- El español al alcance de todos, Madrid, Sensemayá Chororó, 1978.
- T.B.O., Madrid, Zero-Zyx, 1978.
- Vida del hombre invisible contada por él mismo, Madrid, Endimyón, 1994.
- Residuos urbanos (unveröffentlicht).
- Obra lírica y doméstica. Poemas completos. Fuenterrabía, Ed. Hiru, 2004.

## Filmographie (Auswahl)
- 1957: Der Tag der Verdammten (Amanecer en Puerta oscura)
- 1958: Keiner hört ihn beten (Un hecho violento)
- 1960: Brot und Blut (A los cincos de la tarde)